# Department Design (HAW Hamburg)
Das Department Design ist Teil der Fakultät Design, Medien und Information (DMI) der Hochschule für Angewandte Wissenschaften Hamburg.

## Geschichte
Im Jahr 1867 wurde auf Initiative Emilie Wüstenfelds die „Gewerbeschule für Mädchen“ gegründet. Mit 36 Schülerinnen startete der Unterricht an der Gewerbeschule unter anderem mit den Unterrichtsfächern Deutsch, Geschäftskunde, Rechnen, Buchführung, Naturlehre, Freihandzeichnen, Musterzeichnen, Nähen und Schneidern. 

Nach einem vorübergehenden Aufenthalt im Burstah 16 im Jahre 1868 zog die „Gewerbeschule für Mädchen“ 1873 in ein neuerrichtetes Gebäude in der Brennerstraße 77, Ecke Stiftstraße (Stadtteil: St. Georg). Mit der Zeit wurden Handelskurse eingerichtet und die Ausbildung von Fachlehrerinnen und Buchhalterinnen sowie die berufsmäßige Ausbildung von Musterzeichnerinnen begannen. In der Folge wurden vermehrt neue Klassen und Ausbildungskurse eingerichtet. Der Name der Gewerbeschule wurde durch den Zusatz „Industrieschule für ältere Frauen, Bildungsanstalt für Kindergärtnerinnen, Musterzeichnerinnen, Fachlehrerinnen, Kochschule, Handelslehre“ ergänzt. In dem Gebäude Brennerstraße 77 war die Schule 70 Jahre lang ansässig. Während dieser Zeit fanden mehrere Namensänderungen und Umstrukturierungen der Schule statt. So wurde die Schule am 1. April 1921 vom Staat, als Staatliche Schule für Frauenberufe, der Verwaltung der Berufsschulbehörde unterstellt. In diesem Jahr hatte die Schule noch 1601 Schülerinnen. Durch rationalisierende Maßnahmen des Staates, sank der Schülerbestand in den darauf folgenden Jahren auf 1400. Gründe hierfür waren Abbaumaßnahmen wie die Ablösung des Seminars für Zeichenlehrerinnen, die Schließung des Seminars für Handelslehrerinnen und die Auflösung von vier Fortbildungsklassen.
Bis zum Jahr 1934 leitete Kläre Baumert die „Staatliche Schule für Frauenberufe“, bis sie in ihrer Funktion von Erna von Kunowski abgelöst wurde.
Ab November 1936 fungierte die Schule als Handwerkerschule unter dem Titel „Handwerkerschule an der Staatlichen Schule für Frauenberufe / Höhere Fachschule für Schneidern, Wäscheschneidern und Putz“.
In der Zeit Erna von Kunowskis ergaben sich durch die Politik der Nationalsozialisten tiefgreifende Umstrukturierungen für die Schule. Es wurden Änderungen im Lehrangebot vorgenommen, so dass die Staatliche Schule für Frauenberufe ab 1936/37 ein Angebot von Lehrlingsklassen für das Schneidern und Klassen für Modezeichnen, Schneidern, Modegrafik, Stoffmusterentwurf, Kunststickerei, Gewandmeisterinnen und Kostümzeichnerinnen aufwies. Ebenfalls in dieser Zeit entwarfen Arbeitsgruppen, bestehend aus Schülerinnen der Meisterschule, Fahrtenkleider für Mädel und Jungmädel (Bund Deutscher Mädel) zur Präsentation in einer Modenschau im November des Jahres 1938. Bereits einige Monate zuvor erhielt die Schule eine Ehrenkunde für die Beteiligung an der ersten Internationalen Handwerkerausstellung in Berlin.
Drei Jahre nach dem Antrag auf Namensänderung wurde die Schule am 6. Februar 1941 offiziell zur „Meisterschule für Mode, Staatliche Fachschule für Damenschneiderei, Berufsfachschule für Modegraphik, Theaterkostümentwurf und textile Handarbeit“ erklärt.
Bei der Bombardierung des Hamburger Stadtteils St. Georg am 30. Juli 1943 wurde die Meisterschule für Mode zerstört. Dabei wurden der gesamte Materialbestand und das gesamte Schulinventar vernichtet. Die Schule musste im Sommer 1944 wegen der Folgen des totalen Krieges schließen. 1945 wurde die Leitung der Meisterschule für Mode wieder von Kläre Baumert übernommen. Nach anfänglichen Standortschwierigkeiten konnte die Schule im April 1946 ihre Tätigkeiten im Schulgebäude Curschmannstraße 39 wiederaufnehmen.
1950 wurde der Meisterschule das Schulgebäude in der Armgartstraße 24 zugeteilt, in das sie 1951 – trotz noch nicht abgeschlossener Wiederaufbaumaßnahmen – bis 1954 einzog. Im Jahre des Einzugs wurde die hauswirtschaftliche Abteilung der Schule an die Frauenfachschule Altona ausgegliedert. Die Meisterschule konzentrierte sich auf die Bereiche Mode, Textil, Bekleidung und Grafik. 1956 wurde Maria May Direktorin der Meisterschule. Im Oktober des Jahres 1957 wurde der 90. Geburtstag der Meisterschule (bezogen auf die 1867 gegründete Gewerbeschule für Mädchen) gefeiert. Zu diesem Zeitpunkt unterrichteten 42 Dozenten 700 Schülerinnen und im Hamburger Abendblatt vom 26. September 1957 wurde konstatiert, „daß die Hamburger Meisterschule ihre Schwestern in München und Frankfurt größen- und leistungsmäßig überholt hat“.
1961 wurde die Schule in „Meisterschule für Mode, Werkkunstschule für Textil, Werbung und Graphik der Freien und Hansestadt Hamburg“ umbenannt. Im Jahr der Ablösung von Maria May durch den Kunsterzieher Willy Drews-Bernstein fand bereits eine weitere Namensänderung statt. Die Schule hieß ab März 1965 „Werkkunstschule und Meisterschule für Mode der Freien und Hansestadt Hamburg“. 1967 erhielt sie den Namen „Werkkunstschule der Freien und Hansestadt Hamburg“. 1970 wurde die Schule als Fachbereich Gestaltung Teil der Fachhochschule Hamburg. Der Fachbereich stellte die drei Studiengänge Illustration/Kommunikationsdesign, Textil-, Mode-, Kostümdesign und Bekleidungstechnik. 1975 betreuten hier 60 Dozenten 600 Studierende. 2004 ging der Fachbereich Gestaltung als „Department Design“ in die neu gegründete Fakultät „Design, Medien und Information“ der Hochschule für Angewandte Wissenschaften Hamburg ein.
2016 fand man bei Renovierungsarbeiten im Eingangsbereich, beidseitig der Eingangstreppe, hinter Pinnwänden zwei Mosaiken der Künstlerin Annette Caspar und legte sie frei.

## Öffentliche Auftritte (Auswahl)
- 1958 – Hamburg, Trostbrücke: Unter dem Namen „Traumboot der Mode“ inszenierte die Schule einen großen Kostümball in der Patriotischen Gesellschaft
- 1960 – Indische Kollektion der Meisterschule für Mode
- 1964 – Modellschau auf dem Empfang der Ministerpräsidenten-Konferenz
- 1965 – Ausstellung „Du und Deine Welt“
- 1967 – Wien, Schloss Hetzendorf: Schülerinnen zeigten Modellkleider beim Modetreffen mit der Wiener Modeschule
- 1986 – Hamburg, Armgartstraße: Studentinnen (5.–6. Semester), unter der Leitung von Carla Maria Untermann, zeigten ihre Modelle zum Thema Russlands Folklore. Die Kollektion lief unter dem Namen „Impulse aus Russland“. Die Modeschau wurde auch auf der Internationalen Stoffmesse „Interstoff“ in Frankfurt gezeigt
- 1989 – Hamburg: Armgartstraße: Studierende unter der Leitung von Alexandra Albrand, zeigten ihr „Hamburg-Hemd“, das den Namen „Cutty“ tragen sollte. Ein Sponsor: die Whisky-Marke „Cutty Sark“.
- 1989 – Hamburg, Rathausmarkt: Studierende(8.–10. Semester) unter der Leitung von Alexandra Albrand, zeigten Mode für Senioren
- 1990 – Hamburg, Hochschule für Musik am Harvestehuder Weg 12: Modenschau von Studierenden mit dem Titel: „Zeit der bunten Vögel“
- 1990 – Hamburg, Theater für Musik und darstellende Kunst, Harvestehuder Weg 12: Modemacherinnen der Schule arbeiteten an dem Projekt „Chaos-Couture“ und organisierten eine Modenschau
- 1991 – Im Rahmen der Ausstellung „Viola - Glanzstücke historischer Moden“ zeigten Studierende des Modedesigns (Fachbereich Gestaltung) Interpretationen historischer Kostüme
- 1992 – Hamburg, Armgartstrasse: Ausstellung unter dem Namen „Vamos a ver“. Die Ausstellung umfasste von der spanischen Kunst inspirierte Werke der Studierenden

Weiteres:
- Pentiment – Internationale Sommerakademie für Kunst und Design (seit 1988)

## Namensänderungen
- 1867: Gewerbeschule für Mädchen
- 1921: Staatliche Schule für Frauenberufe
- 1936: Handwerkerschule an der Staatlichen Schule für Frauenberufe / Höhere Fachschule für Schneidern, Wäscheschneidern und Putz
- 1941: Meisterschule für Mode, Staatliche Fachschule für Damenschneiderei, Berufsfachschule für Modegraphik, Theaterkostümentwurf und textile Handarbeit
- 1961: Meisterschule für Mode, Werkkunstschule für Textil, Werbung und Graphik der Freien und Hansestadt Hamburg
- 1965: Werkkunstschule und Meisterschule für Mode der Freien und Hansestadt Hamburg
- 1967: Werkkunstschule der Freien und Hansestadt Hamburg
- 1970: Fachhochschule Hamburg – Fachbereich Gestaltung
- 2004: Department Design der Fakultät Design, Medien und Information (DMI) an der Hochschule für Angewandte Wissenschaften Hamburg

## Studiengänge
Die Studiengänge bzw. Berufsausbildungen der Schule haben seit Mitte der 1930er Jahre bis in die Gegenwart eine langsame Wandlung von der handwerklichen zur akademischen Ausbildung vollzogen. Bis 1951 gab es neben dem handwerklichen Bereich (z. B. Gewandmeisterinnen, Modegraphik, Modezeichnen und Schneidern) noch einen Hauswirtschaftszweig, der dann aber an die hauswirtschaftliche Frauenfachschule Altona abgegeben wurde. Ab 1955 konnten die Schülerinnen ihre Talente und Neigungen in einer Grundklasse erkennen, sie in der Studienklasse vertiefen, um sich dann für eine Fachrichtung, wie etwa Modefotografie, Musterweberei oder Textil-Entwurf und Stoffdruck zu qualifizieren. Mit der Voraussetzung einer einjährigen Werklehre war eine Ausbildung für die Bekleidungsindustrie oder das Damenschneiderhandwerk möglich, die danach durch eine Meister- bzw. Fachklasse ergänzt werden konnte. Um im Zuge der wirtschaftlichen Veränderungen in den 1960er Jahren weiterhin bestehen zu können, erweiterte die Schule ihr Angebot im Designbereich. Damit entsprechende künstlerische Ausbildungen angeboten werden konnten, musste die Einrichtung allerdings von der „Meisterschule“ in eine „Werkkunstschule“ umgewandelt werden. Es kamen Fächer wie Illustration und Kommunikationsdesign hinzu.
1970 wurde die Werkkunstschule in die Hamburger Fachhochschule als Fachbereich Design eingegliedert. Damit verschwanden die handwerklichen Ausbildungsklassen, mit Ausnahme der Gewandmeisterausbildung, die bis in die 1980er Jahre angeboten wurde. Der Zweig Kostümdesign, ursprünglich ein Wahlfach des Modedesigns, wurde ein eigenständiger Studiengang. Die Studiengänge, die in dieser Zeit entwickelt wurden, haben bis heute noch weitestgehend Bestand. Seit 2005 wurden in den Fachbereichen nach und nach die Bachelor-Studiengänge eingeführt, entsprechend laufen die Diplom-Studiengänge aus.
Die Regelstudienzeit der heutigen Bachelor-Studiengänge beträgt sieben Semester.
Folgende Studiengänge werden am Department Design angeboten (Stand Januar 2008):
- Illustration und Kommunikationsdesign (Bachelor)
- Textil-, Mode- und Kostümdesign (Bachelor)
- Bekleidung – Technik und Management (Bachelor)

Das Studium am Department Design setzt eine künstlerische Aufnahmeprüfung in zwei Teilen voraus. Der erste Bewerbungsabschnitt besteht aus der Anfertigung einer Mappe, welche eigene Arbeiten wie Zeichnungen, farbige Darstellungen oder Fotografien enthält. Wird die Sammlung der Mappe mit ausreichend bewertet, erhalten die ausgewählten Kandidaten ihre Zulassung zu einer Eignungsprüfung an die Hochschule. Innerhalb dieser Eignungsprüfung müssen drei künstlerisch-gestalterische und eine theoretisch-schriftliche Klausur abgelegt werden.

## Persönlichkeiten (Auswahl)
| Direktion / Verwaltung - Baumert, Kläre - Birgfeld, Detlef - Drews-Bernstein, Willy - Kunowski, Erna von - March, Charlotte, Fotografin - May, Maria - Thannen, Reinhard von der - Wenzel, Dorothea | Absolventen - Alexandra (Doris Nefedov), Sängerin - Baum, Alexandra - Bernstiel-Munsche, Heidi - Blau, Aljoscha - Angelica Blechschmidt - Bührle-Nowikowa, Julia, Bühnen- und Kostümbildnerin, Illustratorin, Malerin - Doris Cordes-Vollert, Künstlerin und Autorin - Dettmann, Helene - Fischer, Andrea, Kostümdesignerin - Gärtner, Sabine - Gerschler, Dieter, Künstler, Designer - Giese, Doris-Anette - González Espíndola, Claudia, Kostümdesignerin - Grube, Monika - Hagemeier, Till, Designer - Hahn, Tina - Haupt, Till F. E., Illustrator, Künstler und Kulturaktivist - Hein, Sybille – Illustratorin, Autorin und Designerin - Janßen-Schadwill, Astrid - Tom Jütz, Maler und Illustrator | - Kauper, Michael – zwei körper – Modedesign - Kirchherr, Astrid, Fotografin der Beatles - Koch-Zessin, Helga - Lim (geb. Park), Mi-Sook, Diplom-Kostümdesignerin - Pauli, Irms - Piper, Thomas, Schauspieler - Prokop, Uschi - Raschke, Gerda Maria, Künstlerin - Rose, Katja (geb. Käthe Schmidt) - Sauber, Achim – zwei körper – Modedesign - Schachtmeyer, Martin von - Schleswig-Holstein, Ingeborg zu, Malerin - Schwarz, Liselotte - Skoluda, Wolfgang - Spielmann, Claudia - Steckhan, Adriane, bildende Künstlerin und Dozentin - Strate, Ursula - Tegtmeyer, Elke - Tschierschky, Sabine - Vellmer, Eva, Kostümbildnerin - Wandrey, Petrus - Wuertz, Ingrid - Krementschouk, Andrej, Fotograf |